# Buccinum chishimanum
Buccinum chishimanum är en snäckart som beskrevs av Henry Augustus Pilsbry 1904. Buccinum chishimanum ingår i släktet Buccinum och familjen valthornssnäckor. Inga underarter finns listade i Catalogue of Life.